# Arrondissement Épernay
Das Arrondissement Épernay ist eine Verwaltungseinheit im französischen Département Marne in der Region Grand Est. Hauptort (Sitz der Unterpräfektur) ist Épernay.
Im Arrondissement liegen fünf Wahlkreise (Kantone) und 208 Gemeinden.

## Wahlkreise
- Kanton Dormans-Paysages de Champagne (mit 52 von 70 Gemeinden)
- Kanton Épernay-1
- Kanton Épernay-2
- Kanton Sézanne-Brie et Champagne
- Kanton Vertus-Plaine Champenoise

## Gemeinden
| 1. Allemanche-Launay-et-Soyer (51004)* | 2. Allemant (51005)                         | 3. Ambonnay (51007)                                | 4. Anglure (51009)                         |
| 5. Angluzelles-et-Courcelles (51010)   | 6. Athis (51018)                            | 7. Avenay-Val-d'Or (51028)                         | 8. Avize (51029)                           |
| 9. Aÿ-Champagne (51030)                | 10. Bagneux (51032)                         | 11. Bannay (51034)                                 | 12. Bannes (51035)                         |
| 13. Barbonne-Fayel (51036)             | 14. Baslieux-sous-Châtillon (51038)         | 15. Baudement (51041)                              | 16. Baye (51042)                           |
| 17. Beaunay (51045)                    | 18. Belval-sous-Châtillon (51048)           | 19. Bergères-lès-Vertus (51049)                    | 20. Bergères-sous-Montmirail (51050)       |
| 21. Bethon (51056)                     | 22. Blancs-Coteaux (51612)                  | 23. Boissy-le-Repos (51070)                        | 24. Bouchy-Saint-Genest (51071)            |
| 25. Boursault (51076)                  | 26. Bouzy (51079)                           | 27. Broussy-le-Grand (51090)                       | 28. Broussy-le-Petit (51091)               |
| 29. Broyes (51092)                     | 30. Brugny-Vaudancourt (51093)              | 31. Cœur-de-la-Vallée (51457)                      | 32. Chaintrix-Bierges (51107)              |
| 33. Chaltrait (51110)                  | 34. Champaubert (51113)                     | 35. Champguyon (51116)                             | 36. Champillon (51119)                     |
| 37. Champlat-et-Boujacourt (51120)     | 38. Champvoisy (51121)                      | 39. Chantemerle (51124)                            | 40. Charleville (Marne) (51129)            |
| 41. Châtillon-sur-Marne (51136)        | 42. Châtillon-sur-Morin (51137)             | 43. Chavot-Courcourt (51142)                       | 44. Chichey (51151)                        |
| 45. Chouilly (51153)                   | 46. Clamanges (51154)                       | 47. Clesles (51155)                                | 48. Coizard-Joches (51157)                 |
| 49. Conflans-sur-Seine (51162)         | 50. Congy (51163)                           | 51. Connantray-Vaurefroy (51164)                   | 52. Connantre (51165)                      |
| 53. Corfélix (51170)                   | 54. Cormoyeux (51173)                       | 55. Corribert (51174)                              | 56. Corrobert (51175)                      |
| 57. Corroy (51176)                     | 58. Courcemain (51182)                      | 59. Courgivaux (51185)                             | 60. Courjeonnet (51186)                    |
| 61. Courthiézy (51192)                 | 62. Cramant (51196)                         | 63. Cuchery (51199)                                | 64. Cuis (51200)                           |
| 65. Cumières (51202)                   | 66. Damery (51204)                          | 67. Dizy (51210)                                   | 68. Dormans (51217)                        |
| 69. Écury-le-Repos (51226)             | 70. Épernay (51230)                         | 71. Escardes (51233)                               | 72. Esclavolles-Lurey (51234)              |
| 73. Esternay (51237)                   | 74. Étoges (51238)                          | 75. Étréchy (51239)                                | 76. Euvy (51241)                           |
| 77. Faux-Fresnay (51243)               | 78. Fèrebrianges (51247)                    | 79. Fère-Champenoise (51248)                       | 80. Festigny (51249)                       |
| 81. Flavigny (51251)                   | 82. Fleury-la-Rivière (51252)               | 83. Fontaine-Denis-Nuisy (51254)                   | 84. Fontaine-sur-Ay (51256)                |
| 85. Fromentières (51263)               | 86. Gaye (51265)                            | 87. Germaine (51266)                               | 88. Germinon (51268)                       |
| 89. Givry-lès-Loisy (51273)            | 90. Gourgançon (51276)                      | 91. Granges-sur-Aube (51279)                       | 92. Grauves (51281)                        |
| 93. Hautvillers (51287)                | 94. Igny-Comblizy (51298)                   | 95. Janvilliers (51304)                            | 96. Joiselle (51306)                       |
| 97. La Caure (51100)                   | 98. La Celle-sous-Chantemerle (51103)       | 99. La Chapelle-Lasson (51127)                     | 100. La Chapelle-sous-Orbais (51128)       |
| 101. La Forestière (51258)             | 102. La Neuville-aux-Larris (51398)         | 103. La Noue (51407)                               | 104. La Villeneuve-lès-Charleville (51626) |
| 105. La Ville-sous-Orbais (51639)      | 106. Lachy (51313)                          | 107. Le Baizil (51033)                             | 108. Le Breuil (51085)                     |
| 109. Le Gault-Soigny (51264)           | 110. Le Meix-Saint-Epoing (51360)           | 111. Le Mesnil-sur-Oger (51367)                    | 112. Le Thoult-Trosnay (51570)             |
| 113. Le Vézier (51618)                 | 114. Les Essarts-lès-Sézanne (51235)        | 115. Les Essarts-le-Vicomte (51236)                | 116. Les Istres-et-Bury (51302)            |
| 117. Leuvrigny (51320)                 | 118. Linthelles (51323)                     | 119. Linthes (51324)                               | 120. Loisy-en-Brie (51327)                 |
| 121. Magenta (51663)                   | 122. Mancy (51342)                          | 123. Marcilly-sur-Seine (51343)                    | 124. Mardeuil (51344)                      |
| 125. Mareuil-en-Brie (51345)           | 126. Mareuil-le-Port (51346)                | 127. Margny (51350)                                | 128. Marigny (51351)                       |
| 129. Marsangis (51353)                 | 130. Mécringes (51359)                      | 131. Mœurs-Verdey (51369)                          | 132. Mondement-Montgivroux (51374)         |
| 133. Montgenost (51376)                | 134. Monthelon (51378)                      | 135. Montmirail (51380)                            | 136. Montmort-Lucy (51381)                 |
| 137. Morangis (51384)                  | 138. Morsains (51386)                       | 139. Moslins (51387)                               | 140. Moussy (51390)                        |
| 141. Mutigny (51392)                   | 142. Nanteuil-la-Forêt (51393)              | 143. Nesle-la-Reposte (51395)                      | 144. Nesle-le-Repons (51396)               |
| 145. Neuvy (51402)                     | 146. Œuilly (51410)                         | 147. Ognes (51412)                                 | 148. Oiry (51413)                          |
| 149. Orbais-l'Abbaye (51416)           | 150. Oyes (51421)                           | 151. Passy-Grigny (51425)                          | 152. Péas (51426)                          |
| 153. Pierre-Morains (51430)            | 154. Pierry (51431)                         | 155. Pleurs (51432)                                | 156. Plivot (51434)                        |
| 157. Pocancy (51435)                   | 158. Potangis (51443)                       | 159. Queudes (51451)                               | 160. Reuves (51458)                        |
| 161. Réveillon (51459)                 | 162. Rieux (51460)                          | 163. Romery (51465)                                | 164. Rouffy (51469)                        |
| 165. Saint-Bon (51473)                 | 166. Sainte-Gemme (51480)                   | 167. Saint-Imoges (51488)                          | 168. Saint-Just-Sauvage (51492)            |
| 169. Saint-Loup (51495)                | 170. Saint-Mard-lès-Rouffy (51499)          | 171. Saint-Martin-d'Ablois (51002)                 | 172. Saint-Quentin-le-Verger (51511)       |
| 173. Saint-Remy-sous-Broyes (51514)    | 174. Saint-Saturnin (51516)                 | 175. Saron-sur-Aube (51524)                        | 176. Saudoy (51526)                        |
| 177. Sézanne (51535)                   | 178. Soizy-aux-Bois (51542)                 | 179. Soulières (51558)                             | 180. Suizy-le-Franc (51560)                |
| 181. Talus-Saint-Prix (51563)          | 182. Thaas (51565)                          | 183. Tours-sur-Marne (51576)                       | 184. Trécon (51578)                        |
| 185. Tréfols (51579)                   | 186. Troissy (51585)                        | 187. Val de Livre (51564)                          | 188. Val-des-Marais (51158)                |
| 189. Vandières (51592)                 | 190. Vauchamps (51596)                      | 191. Vauciennes (51597)                            | 192. Vélye (51603)                         |
| 193. Venteuil (51605)                  | 194. Verdon (Marne) (51607)                 | 195. Verneuil (51609)                              | 196. Vert-Toulon (51611)                   |
| 197. Villeneuve-la-Lionne (51625)      | 198. Villeneuve-Renneville-Chevigny (51627) | 199. Villeneuve-Saint-Vistre-et-Villevotte (51628) | 200. Villers-aux-Bois (51630)              |
| 201. Villeseneux (51638)               | 202. Villevenard (51641)                    | 203. Villiers-aux-Corneilles (51642)               | 204. Vinay (51643)                         |
| 205. Vincelles (51644)                 | 206. Vindey (51645)                         | 207. Vouarces (51652)                              | 208. Vouzy (51655)                         |

* Zahlen in Klammern sind INSEE-Codes

## Ehemalige Gemeinden seit der landesweiten Neuordnung der Kantone
bis 2022: Binson-et-Orquigny, Reuil, Villers-sous-Châtillon
bis 2017: Gionges, Oger
bis 2015: Ay, Bisseuil, Louvois, Mareuil-sur-Ay, Tauxières-Mutry

## Neuordnung der Arrondissements 2017

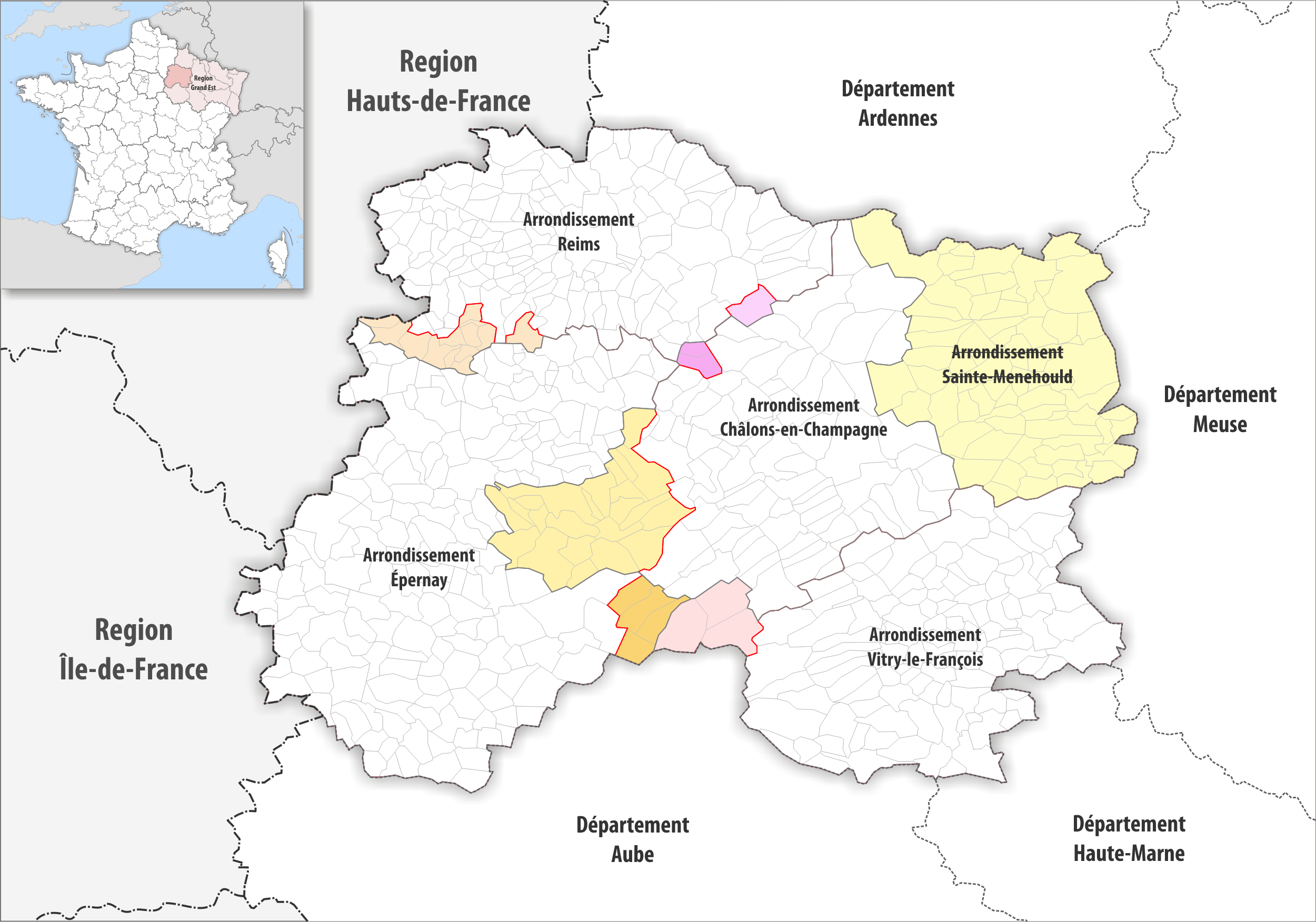
Arrondissementsanpassungen im Jahr 2017

Durch die Neuordnung der Arrondissements im Jahr 2017 wechselten zum Arrondissement Épernay die 13 Gemeinden Baslieux-sous-Châtillon, Belval-sous-Châtillon, Binson-et-Orquigny, Champlat-et-Boujacourt, Châtillon-sur-Marne, Cuchery, La Neuville-aux-Larris, Nanteuil-la-Forêt, Passy-Grigny, Reuil, Sainte-Gemme, Vandières und Villers-sous-Châtillon vom Arrondissement Reims und die 23 Gemeinden Athis, Bergères-lès-Vertus, Chaintrix-Bierges, Clamanges, Écury-le-Repos, Étréchy, Germinon, Givry-lès-Loisy, Loisy-en-Brie, Pierre-Morains, Pocancy, Rouffy, Saint-Mard-lès-Rouffy, Soulières, Trécon, Val-des-Marais, Vélye, Vert-Toulon, Vertus, Villeseneux, Villeneuve-Renneville-Chevigny, Voipreux und Vouzy vom Arrondissement Châlons-en-Champagne.
Dafür wechselten vom Arrondissement Épernay die vier Gemeinden Haussimont, Lenharrée, Montépreux und Vassimont-et-Chapelaine zum Arrondissement Châlons-en-Champagne.